# Asz-Szajch Hasan
Asz-Szajch Hasan – wieś w Syrii, w muhafazie Ar-Rakka, w dystrykcie Tall Abjad. W 2004 roku liczyła 864 mieszkańców.